# Tu viện Horezu
Tu viện Horezu hoặc Tu viện Hurezi là một tu viện nằm ở thị trấn Horezu, Wallachia, România. Nó được thành lập vào năm 1690 bởi hoàng tử Constantin Brâncoveanu. Công trình này được coi là kiệt tác của phong cách Brâncovenesc được biết đến với sự tinh khiết và cân bằng kiến trúc, sự phong phú của các chi tiết điêu khắc, các tác phẩm tôn giáo, tranh chân dung và các tác phẩm sơn trang trí. Năm 1993, UNESCO đã công nhận Tu viện Horezu là Di sản thế giới.